# Ешич, Миодраг
Миодраг Ешич (серб. Миодраг Јешић; 30 ноября 1958, Осеченица, Мионица — 8 декабря 2022, Рума, Воеводина) — югославский и сербский футбольный защитник; тренер.

## Карьера
Играл за белградский «Партизан» в период с 1974 по 1985 год, принял участие в 342 матчах, забив 81 гол во всех соревнованиях. Также выступал за сборную Югославии, сыграл в 8 играх, забив дважды.
С 1985 по 1989 год играл за турецкий «Алтай». За четыре года сыграл 136 матчей и забил 29 голов. Следующим клубом стал «Трабзонспор», за который защитник играл в единственном сезоне 1989/90. За сезон сыграл 37 матчей и забил два гола.
В 1990 году Миодраг вызвал гнев фанатов «Фенербахче», поскольку его посчитали ответственным за травму, нанесённую любимцу команды Рыдвану Дильмену («Рыдвану-Дьяволу») в матче «Фенербахче» и «Трабзонспора». После этой травмы Дильмен так и не оправился полностью, пройдя через шестнадцать операций. В конце концов в 1995 году игроку пришлось завершить карьеру.
Ешич также является одним из рекордсменов по отбору в Турецкой Суперлиге. Также утверждается, что он травмировал множество игроков и получил прозвище «Касап-Ешич», что означает «Ешич-Мясник».